# 扎波内塔
扎波内塔（義大利語：Zapponeta），是意大利福贾省的一个市镇。总面积40.04平方公里，人口3403人，人口密度85.0人/平方公里（2009年）。ISTAT代码为071064。